# Valiquette (album)
Pour les articles homonymes, voir Valiquette.
 (avril 2021).
Si vous disposez d'ouvrages ou d'articles de référence ou si vous connaissez des sites web de qualité traitant du thème abordé ici, merci de compléter l'article en donnant les références utiles à sa vérifiabilité et en les liant à la section « Notes et références ».
Valiquette est le 7e album studio du chanteur et guitariste québécois Gilles Valiquette, sorti en 1979 sur Les Disques Maison.

## Description
Gilles Valiquette y est seul musicien, accompagné aux chœurs par Monique Fauteux et Pierre Bertrand. Il y joue une guitare acoustique Norman 12 cordes, reliée à un synthétiseur Arp Avatar, un pédalier basse Taurus Moog et une batterie électronique Roland ainsi qu'un harmonica. Auto-produit, il est assisté par Quentin Meek comme ingénieur et René Godbout comme ingénieur assistant.
L'album passe complètement inaperçu lors de sa sortie. En 1980, Valiquette donne un concert dans les studios de la station de radio montréalaise CKOI, où il joue des pièces de ce même album pour lequel il utilise le même équipement que sur l'album Valiquette. De nouveau il est accompagné de Pierre Bertrand et Monique Fauteux aux chœurs. Chacun d'entre eux interpréte une pièce de leur répertoire, Pierre Bertrand à la guitare acoustique et au chant sur la chanson Hockey et Monique Fauteux au piano électrique et au chant sur Chanson d'amour. Ils sont assistés du technicien réalisateur Quentin Meek. Ce concert sera enregistré et distribué par la suite sur disque sous le titre En direct de CKOI en 1980.
Valiquette sera son dernier album studio jusqu'à 1993, lorsqu'il publie l'album Pièces. Sur son site web officiel, Gilles Valiquette écrit dans la section note de l'auteur au sujet de cet album : « Valiquette mars 1980. D'un côté l'affaire d'une soirée et de l'autre, l'accumulation de ce que j'avais appris depuis le premier album Chansons pour un café. Un disque enregistré entièrement live en studio et mixé directement sur 2 pistes, sans ajout ni correction ; moi et mon équipe sommes entrés en studio un soir collant de Juillet et à 4 heures du matin, tout était terminé. Je voulais un concept enraciné dans la tradition des chansonniers québécois mais à la fois avec un regard tourné vers l'avenir. Un concept qui m'a permis de me produire dans toutes les salles, grandes et petites. De fait, à l'heure des bilans, un polaroid de qui j'étais à ce moment. La fin d'un cycle puisque je m'intéresserai à bien d'autres choses au cours de la prochaine décennie. »

## Contenu
Toutes les chansons sont composées par Gilles Valiquette sauf indication contraire.
1. Court-circuit (7:10) (Musique Gilles Valiquette, Texte Pierre Huet)
2. Junkie Hollywood (4:22)
3. C'est jamais assez (4:04)
4. Une question d'amour (3:20)
5. Comme une première fois (6:17)
6. L'Amour en pleine action (2:35)
7. À la bonne vôtre (6:33)
8. T'as brisé mon cœur (3:53)
9. Oublié demain (2:15)
10. Bonus : À la bonne vôtre (reprise) (4:01) (ajouté sur le CD uniquement dans une version raccourcie)

## Personnel
- Gilles Valiquette : guitare 12 cordes Norman, synthétiseur Arp Avatar, pédalier basse Taurus Moog, batterie électronique Roland, harmonica, chant
- Monique Fauteux, Pierre Bertrand : chœurs

## Production
- Gilles Valiquette : producteur
- Quentin Meek : ingénieur
- René Godbout : assistant ingénieur